# Fundação Anne Frank
A Fundação Anne Frank (em neerlandês:  Anne Frank Stichting) é uma organização sediada nos Países Baixos originalmente estabelecida para manter a Casa de Anne Frank em Amsterdã. Esta fundação também defende a luta contra o antissemitismo e o racismo e publica o anual neerlandês Monitor Racisme en Extreem-rechts (Monitor de Racismo e Extrema Direita), no qual são estudadas as atividades atuais dos racistas e extremas direitas.
Fora dos Países Baixos, a Fundação Anne Frank organiza exposições e informações sobre Anne Frank.
A Fundação Anne Frank foi fundada em 3 de maio de 1957 para evitar a destruição da casa em Amsterdã, na qual Anne Frank estave escondida a partir de 1942, durante a ocupação alemã dos Países Baixos na Segunda Guerra Mundial. Em 1960, A Casa de Anne Frank tornou-se um museu.
O diretor da fundação foi Hans Westra, que se aposentou em 2011 e foi sucedido por Ronald Leopold.